# Буддха Йодфа Чулалоке
Буддха Йодфа Чулалок, он же Рама I (тайск. พระบาทสมเด็จพระพุทธยอดฟ้าจุฬาโลกมหาราช; 20 марта 1737 — 7 сентября 1809) — первый король Раттанакосина с 1782 по 1809 гг. Основатель и первый король из династии Чакри.
Взошел на трон в 1782 году после победы над восстанием, свергнувшим короля Таксина. Он также прославился как основатель новой столицы воссоединенного королевств — Бангкока.
Самым известным событием в правление Рамы I считается Сиамо-бирманская война 1785–1786 годов, ставшая последним крупным нападением бирманцев на Сиам.
Как и у других высокопоставленных фигур старого Сиама, имя Рамы I менялось несколько раз в течение его жизни, в зависимости от его положения (фамилии в Сиаме в то время еще не были введены). Король Рама VI, который учился в Англии, понял, что имена большинства сиамских королей трудно воспроизвести и запомнить жителям Запада. Поэтому он распорядился использовать для всех царей династии Чакри имя Рама вместе с соответствующим порядковым номером. Итак, король Буддха Йодфа Чулалок в западной литературе стал – Рама I. В 1982 году, через 200 лет после его воцарения, кабинет министров Таиланда решил присвоить ему эпитет Махарат («Великий»).

## Биография

### До коронации
Как и у других высокопоставленных фигур старого Сиама, имя Рамы I менялось несколько раз в течение его жизни, в зависимости от его положения, и даже посмертно. 
Будущий Рама I родился в 1737 году под именем Тхонг Дуанг в Аютии в период правления царя Боромакота. Его отец Тхонгди, монского происхождения , носил титул «Пхра Аксара Сундхорнсат» — секретарь монарха в Северном Таиланде и хранитель монаршей печати. Его мать, Даореунг (настоящее имя Йок), была наполовину китаянкой. В семье было семь детей.
Ребёнком Тхонг Дуанг был отдан в царский дворец как один из пажей царя Утхумпорна, где он познакомился со своим другом детства, будущим королём Таксином. В 1757 году он, согласно тайской традиции, на время стал буддийским монахом. 
В 1758 году был назначен правителем Ратбури, а в 1760 году он женился на Нак.
В 1767 году, когда столица Сиама Аютия была осаждена бирманцами, Таксин прорвал осаду и вывел армию из города, а затем начал военные действия против бирманцев. Тхонг Дуанг (известный в это время под именем Пхрайя Ратчабури) стал одним из его шести министров, и вместе с Пхрайя Пхичаи считался одним из двух ценнейших военачальников Таксина. В 1768 году Таксин провозгласил себя королём Сиама и перенёс столицу из разрушенной Аютии в Тхонбури. Тхонг Дуанг был назначен главой королевской полиции, фактически главнокомандующим. В результате военных успехов в Лаосе и Камбодже он продвинулся по службе и в 1778 году был назначен премьер-министром, что соответствовало чину и имени Сомдет Чау Пхрайя Кшатрийасеук.

### Основатель новой династии
После падения в 1767 году Аютии, в стране, охваченной хаосом и войнами, наступил период «первобытной власти», в котором господствовала жестокая сила. Генерал Таксин смог подчинить себе соперничающих лидеров и основать новое королевство в Тхонбури (ныне часть Бангкока), которое просуществовало всего пятнадцать лет. 
В 1782 году главнокомандующий Таксина генерал Чакри стал новым правителем и перенес столицу через реку в Бангкок, который превратился в политическое и культурное сердце возрождения тайского общества. Второе падение Аютии означало разрушение домодернистской нации с ее «устаревшей» социальной организацией и мировоззрением. Этот крупный разрыв в истории Таиланда означал, что формирование современной тайской нации не могло рассматриваться как «возрождение» нации. Возникающая нация представляла собой новое образование, которое широко использовало существующие элементы для поощрения лояльности и единства. Этот необычный процесс был возможен только потому, что война и перемещение больших масс людей привели к разрушению местной идентичности. Косвенно это привело к укреплению общей тайской идентичности и появлению новой правящей элиты, которая нуждалась в легитимации и навсегда изменившая историю тайской нации.
В этот период охват центрального правительства и культуры была ограничена основными районами, а более мелкие политические единицы могли сохранить большую часть своей местной политической и культурной свободы. Однако XVIII век был временем постоянных войн и движения населения во всей Юго-Восточной Азии . Это оказало разрушительное воздействие не только на условия жизни людей, но и на всю структуру их идентичности .
В 1782 году Буддха Йодфа Чулалоке вынужден был завершить кампанию в Камбодже, чтобы вернуться в Тхонбури и подавить восстание Пхрайя Сан. Король Таксин в это время уже проявлял черты религиозного фанатизма на грани безумия, и Тхонг Дуанг возглавил государственный переворот, в результате которого Таксин был смещён и казнён вместе с группой придворных. Рама I был коронован 20 апреля 1782 года . Полное его имя после коронации было Пхрабат Сомдет Пхра Буддха Йодфа Чулалок. Он также перевёл столицу Сиама с правого берега Чаупхрайи (Тхонбури) на левый. Причинами для переноса были лучшее стратегическое положение, а также желание начать правление новой династии (Чакри) с чистого листа. Новая столица получила название Раттанакосин («Местонахождение изумрудного Будды»), а сам город был переименован в Бангкок.

### Внешняя политика и войны
Королю Раме I пришлось фактически заново создавать административно-бюрократический аппарат, законодательство, феодальную иерархию.
В 1784–1785 годах основатель династии Нгуен, Нгуен Ань, договорился с Рамой I о том, что сиамские войска помогут ему напасть на Вьетнам, находившийся тогда под управлением тайшонов. Объединённый флот потерпел сокрушительное поражение от вьетнамцев в сражении в дельте Меконга. Однако в результате Сиам смог оказывать достаточное влияние на деятельность династии Нгуен. В частности, после поражения от Вьетнама Нгуен Ань получил политическое убежище в Сиаме и ожидал возможности отвоевать своё государство. В 1788 году он смог завоевать Сайгон и в 1802 году провозгласил себя императором Зя Лонгом.
В Камбодже в 1779 году в результате переворота власть перешла к сыну короля Ань Эню. Он проводил провьетнамскую политику, что вызвало недовольство Рамы I. Он сверг и захватил в плен Ань Эня (позже сделав его в Бангкоке своим приёмным сыном), а в Камбодже посадил своего наместника, Абхая Бхубет. В 1794 году, когда Ань Энь достиг совершеннолетия, он был восстановлен как король Камбоджи под именем Нарайраджа III. Часть территории Камбоджи около Сиемреапа была аннексирована Таиландом и продолжала оставаться под управлением Абхая Бхубета, но управление проводилось в соответствии со сложившимися кхмерскими традициями.
В 1785–1786 годах прошла Война девяти армий, начавшаяся нападением девяти бирманских армий на северный Сиам. После того, как бирманцы заняли город Пхитсанулок, Рама I лично возглавил армию, двинувшуюся на север. Одновременно были отражены нападения бирманцев в центральном Сиаме (Канчанабури) и на Пхукете, где бирманцы напали на Тхаланг, где сестра и жена только что умершего наместника сумели организовать сопротивление и отразить нападение. В 1786 году бирманцы снова попытались вторгнуться в Таиланд, на этот раз единой армией, но снова потерпели поражение в сражении при Та Дин Данг.

### Экономика и культура

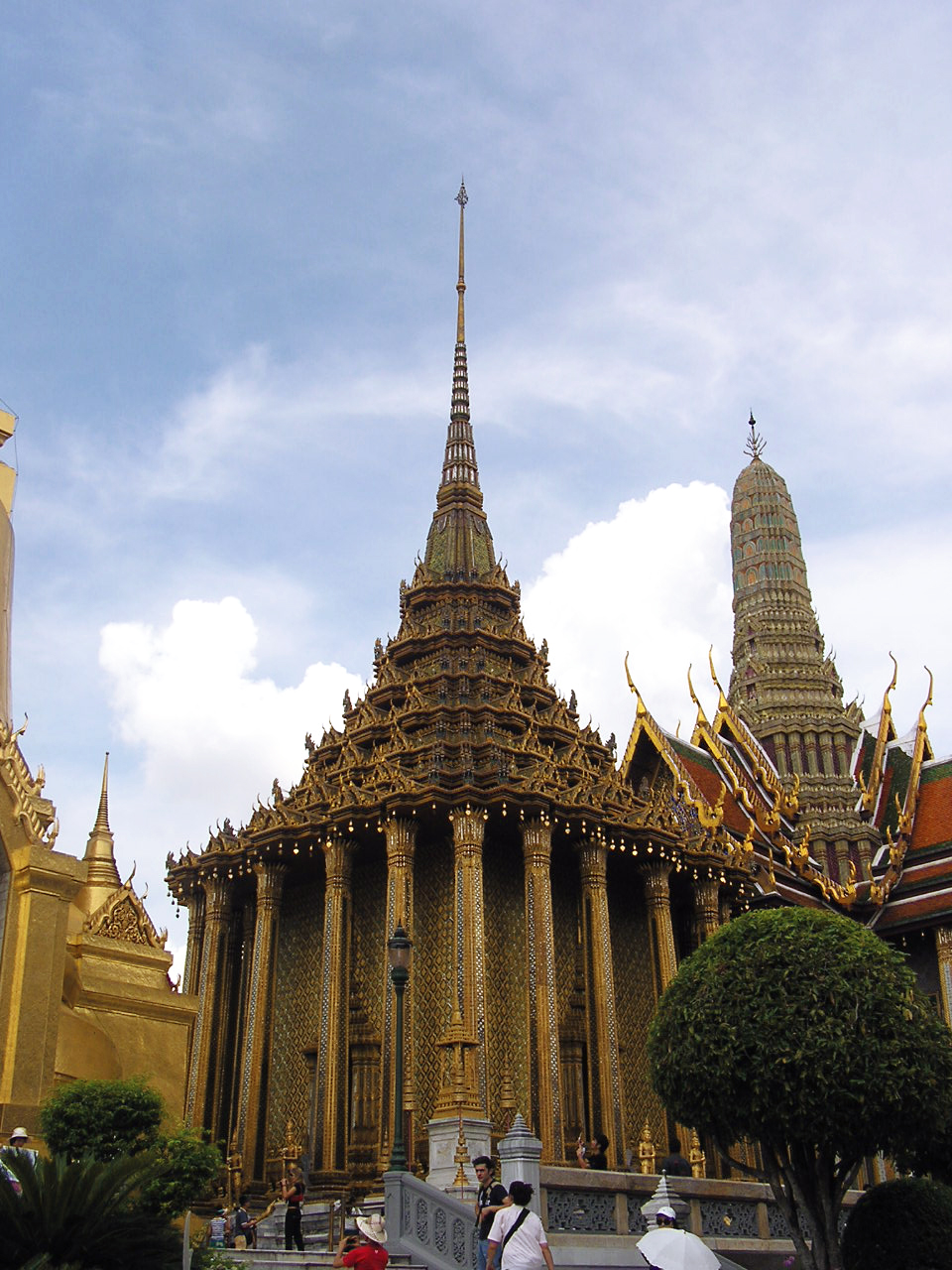
Храм Изумрудного Будды, Ват Пхра Кео

Рама I продолжил политику Таксина по стимуляции китайской иммиграции, что благоприятным образом сказалось на экономике Сиама. Большая часть китайских иммигрантов была занята в торговле.
Рама I перенёс столицу из Тхонбури, фактически построив новую столицу — Бангкок. В первые же годы своего правления он построил множество дворцов, в том числе Большой дворец. Королевская капелла (Ват Пхра Кео) с храмом Изумрудного Будды до сих пор считается одним из величайших шедевров архитектуры Таиланда.
В 1804 году король приказал создать новый свод законов, известный как Законы трёх печатей. Последний представляет собой компиляцию законов, действовавших в Аюттхайский период. Он также инициировал проведение существенных реформ в тайском буддизме с целью устранения суеверий и переноса внимания с почитания местных духов и прошлых правителей на почитание Будды. Рама I назначил первого Верховного патриарха тайского буддизма, ответственного за соблюдение законов.
Король отличался большой любовью и уважением к литературе. Он приказал перевести на тайский многие произведения индийской литературы, и написал Рамакиен, тайский вариант Рамаяны.

## Смерть и наследие
Король Рама I умер 7 сентября 1809 года в Бангкоке после короткой болезни. Ему наследовал сын Буддха Лоэтла Набхалай, коронованный под именем Рама II.
Во время правления Рамы I Сиам достиг могущества, невиданного с XVI века. Он полностью уничтожил угрозу бирманских вторжений, а также распространил влияние Сиама на Лаос, Камбоджу и даже Вьетнам. За время его правления было построено большое количество буддийских храмов и памятников.